# Nullarbor-Bürstenkänguru
Das Nullarbor-Bürstenkänguru (Bettongia pusilla) ist ein ausgestorbener Beutelsäuger aus der Gattung des Bürstenkängurus (Bettongia). Es ist nur durch subfossiles Knochenmaterial bekannt geworden, das in Western Australia und in der Koonalda Cave in der Nullarbor-Wüste in South Australia zu Tage gefördert wurde. Der Unterkiefer ist leichter gebaut und die Zähne sind kleiner als bei den rezenten Bürstenkänguruarten. Die Mahlzähne sind geradseitig und weniger bauchig mit höheren Kronen. Die Beschaffenheit der Knochen lässt darauf schließen, dass diese Art während der frühen kolonialen Besiedlung durch die Europäer ausgestorben ist.
Bei den Aborigines in der Pilbara-Region in Western Australia gibt es die Wörter wirlpa und weelba. Sie beziehen sich auf ein sehr kleines Känguru, dessen Beschreibung auf keine Art passt, die in den letzten 200 Jahren lebend beobachtet wurde. Vermutlich könnte es sich bei diesem Tier um das Nullarbor-Bürstenkänguru handeln.